# Anton Kušnir
Anton Serhijovyč Kušnir (* 13. října 1984 Rovno, Sovětský svaz) je ukrajinský akrobatický lyžař-skokan, který reprezentuje celou sportovní kariéru Bělorusko. V roce 2002 odešel z rodného Rovna do Minsku za lepšími tréninkovými podmínkami. Připravuje se pod vedením Nikolaje Kozenka. V běloruské reprezentaci se pohybuje od roku 2003. V roce 2006 obsadil 8. místo na olympijských hrách v Turíně. V olympijské sezoně 2009/10 se stal celkovým vítězem světového poháru v akrobatickém lyžování, ale na olympijských hrách ve Vancouveru nezvládl postoupit z kvalifikace. Od roku 2012 omezují jeho starty na závodech vleklá zranění. V roce 2014 se dokázal připravit na olympijských hrách v Soči, kde v závěrečném finálovém kole ustál na dopadu skok s vysokým koeficientem 5,000 (bdFFdF) a získal zlatou olympijskou medaili. V roce 2017 se vrátil k závodění po tříleté pauze. V roce 2018 nepostoupil na olympijských hrách v Pchjongčchangu z kvalifikace.